# Monster Buster Club
Monster Buster Club ist eine computeranimierte französisch-kanadische Fernsehserie, die von 2008 bis 2009 ausgestrahlt wurde. Die Serie handelt von der Verteidigung der Stadt Single-Town vor Außerirdischen und lässt sich in die Genres Action, Comedy und Abenteuer einordnen.

## Inhalt
Cathy und ihr Großvater sind vom Planeten Rhapsodia auf die Erde gekommen, um dort eine Geheimgesellschaft mit dem Namen Monster Buster Club zu gründen, deren Aufgabe es ist, die Stadt Single-Town vor den Angriffen feindlicher Aliens zu beschützen. Cathy stehen ihre drei Freunde Sam, Danny und Chris zur Seite, welche sie im Kampf gegen die Aliens unterstützen.
Der Monster Buster Club, kurz MBC ist eine Geheimgesellschaft, die es schon einmal vor langer Zeit auf der Erde gab, dann aber in Vergessenheit geriet. Durch Cathys Ankunft auf der Erde wurde der Monster Buster Club wiederbelebt. Die oberste Regel des MBC ist die Geheimhaltung der Existenz der Organisation. Dies wird unter anderem gewährleistet durch das Geheimversteck in Cathys Garten, das sich per Knopfdruck von der Abstellkammer in ein hochmodernes Labor verwandeln kann oder durch die darunter liegenden UFO-ähnlichen Fahrzeuge, mit denen die Mitglieder des MBCs durch ein Röhrensystem an jeden beliebigen Punkt der Stadt gelangen können. Die Kampfausrüstung des MBCs besteht aus einem Kampfanzug, Spezialschutzbrillen und einer Multifunktionswaffe.

## Figuren
- Cathy stammt ursprünglich vom Planeten Rhapsodia, weshalb ihre Anpassung an das Leben noch etwas schwerfällt, so führt sie zum Beispiel, um Geld zu verdienen, keine Hunde, sondern Tauben aus. Da sie eine Außerirdische ist, besitzt sie auch besondere Kräfte, wie einen extrem dehnbaren Körper, übermenschliche Stärke oder die Fähigkeit zu schweben. Cathy trägt den rosafarbenen Kampfanzug.

- Samantha genannt Sam ist die eigentliche Anführerin des MBC, da sie die meisten Entscheidungen für die Gruppe trifft. Sie kennt jede Regel des MBC in- und auswendig und ist von allen Teammitgliedern die Vorsichtigste, wenn es darum geht, das Geheimnis um die Existenz des Clubs zu bewahren, was sich vor allem dann zeigt, wenn Cathy versucht, eine ihrer Alienfähigkeiten in der Öffentlichkeit zu präsentieren. Sie trägt den gelben Kampfanzug.

- Danny ist der Hitzkopf im Team, der nicht viel von Regeln hält und dadurch manchmal das Team in brenzlige Situationen bringt. Er hält sich für den beliebtesten Jungen in der Schule und tut alles, damit das auch die anderen glauben. Doch geschehen immer wieder Dinge, die an seinem Auftreten zweifeln lassen, wie zum Beispiel, wenn er sich für seinen Schwarm Wendy zum Affen macht oder als Cathys gedankenlesender Cousin verriet, dass Danny immer noch einen Teddybären besitzt. Er trägt den roten Kampfanzug.

- Chris ist der Technikfreak der Gruppe und meistens für die Reparatur der Geräte zuständig. Er ist der tollpatschigste der vier, aber auch der beste in der Schule. Er trägt den blauen Kampfanzug.

## Veröffentlichung
Ab dem 2. Juni 2008 wird die Serie durch den Pay-TV-Sender Jetix Europe in Europa in verschiedenen Sprachen, darunter Deutsch, Französisch und Englisch, ausgestrahlt. Von den 52 Folgen wurden bisher etwa 40 gesendet. Die Erstausstrahlung im deutschen Free-TV erfolgt durch Super RTL seit Dezember 2008. Der Disney Channel strahlt die Serie in Japan aus.

## Synchronisation
| Rolle | Deutsche Synchronsprecher |
| ----- | ------------------------- |
| Cathy | Jennifer Weiß             |
| Sam   | Mariam Kurth              |
| Danny | Dirk Petrick              |
| Chris | Rainer Fritzsche          |